# Reinhard Arndt
Reinhard Arndt (4 de junio de 1952) es un deportista de la RDA que compitió en judo. Ganó tres medallas de bronce en el Campeonato Europeo de Judo entre los años 1977 y 1980.

## Palmarés internacional
| Campeonato Europeo | Campeonato Europeo   | Campeonato Europeo | Campeonato Europeo |
| Año                | Lugar                | Medalla            | Categoría          |
| ------------------ | -------------------- | ------------------ | ------------------ |
| 1977               | Ludwigshafen (RFA)   | Medalla de bronce  | –60 kg             |
| 1978               | Helsinki (Finlandia) | Medalla de bronce  | –60 kg             |
| 1980               | Viena (Austria)      | Medalla de bronce  | –60 kg             |